# 暗能量巡天
暗能量巡天（英語：The Dark Energy Survey，缩写）是在可见／近红外波段进行巡天观测以探测宇宙加速膨胀机理的研究项目。该项目使用智利托洛洛山美洲际天文台的4米布兰科望远镜进行观测，并已于2012年底开始运行。该项目将在2013年至2018年间完成对南半球总面积为5,000平方度星空的观测。观测范围与南极望远镜有重叠。参与暗能量巡天合作项目的研究所和大学有20多个，分布于美国，巴西，英国，德国，西班牙，瑞士等6个国家。

## 科研目标
暗能量巡天通过超新星(Supernovae)，重子声学振荡(BAO)， 星系团数量(Galaxy Cluster Abundance)， 和弱引力透镜（Weak Lensing)四个方面的研究来探测宇宙加速膨胀的原因，也即探测暗能量的性质。

## 暗能量相机和布兰科望远镜
用于暗能量巡天的望远镜是4米口径的布兰科望远镜。该望远镜建于1974年，是当时南半球最大的望远镜。被授予2011年诺贝尔物理学奖的"透过观测遥远超新星而发现宇宙加速膨胀”正是使用了该望远镜进行观测。而现在DES将使用同一台望远镜去了解这一加速膨胀的原因。

### 暗能量相机
暗能量巡天最为重要的工具是拥有5.7亿像素的暗能量相机。该相机是迄今为止世界上最为强大的数码相机，由费米实验室的科学家们领导的科学团队历时8年时间研制完成。该相机于2012年9月12日首次对南半球的星空进行拍摄。

## 合作参与机构
暗能量巡天(DES)是由来自美国，巴西，英国，德国，西班牙，瑞士的20多所研究机构或大学的300多名科学家所组成的国际合作项目。现任负责人为乔舒亚·弗里曼（Joshua Frieman）。
参与该项目的美国大学和研究机构有费米国家实验室，芝加哥大学，美国国家光学天文台，俄亥俄州立大学，德克萨斯州农工大学，伊利诺伊大学厄巴纳-香槟分校，劳伦斯伯克利国家实验室，密歇根大学，宾夕法尼亚大学，阿贡国家实验室，加利福尼亚大学圣克鲁兹分校，SLAC国家加速器实验室，斯坦福大学。来自巴西的参与方为巴西物理研究中心 （页面存档备份，存于），巴西国家观测台 （页面存档备份，存于），巴西南大河联邦大学 （页面存档备份，存于）。英国的参与方为伦敦大学学院，剑桥大学，爱丁堡大学，朴茨茅斯大学，萨塞克斯大学，诺丁汉大学。德国的参与方为慕尼黑大学。西班牙的参与方为空间科学研究所 （页面存档备份，存于），高能物理研究所 （页面存档备份，存于），能源环境技术研究中心 （页面存档备份，存于）。瑞士的参与方为苏黎世联邦理工学院。